# 米兰·马奇万
米兰·马奇万（1989年11月16日—）生于前南斯拉夫克罗地亚武科瓦尔，是一名塞尔维亚退役男子篮球运动员，场上位置是大前锋。他的父母都是塞尔维亚人，在他三岁时，武科瓦尔发生战争，他和家人被迫移居至塞尔维亚，六岁时他曾短暂回到武科瓦尔，但之后一家人再度回到塞尔维亚居住。2007年，他代表塞尔维亚青年队先后获得世界U19锦标赛和欧洲U18锦标赛冠军。后来他成为了成年国家队的队员，期间曾随队参加2016年里约奥运，并获得亚军。2020年6月1日，他宣布结束运动生涯。

## 外部連結
- 米兰·马奇万在国际奥林匹克委员会的资料